# هری ابوت (بازیکن فوتبال)
هری ابوت (انگلیسی: Harry Abbott؛ ۱۵ مارس ۱۸۹۵ – ۱۹۶۸ (۷۲−۷۳ سال)) بازیکن فوتبال اهل انگلستان بود که به عنوان دروازه‌بان در لیگ فوتبال انگلیس برای نلسون، لوتون تاون و روچدیل بازی کرد.